# 悲梦
《悲梦》（韩语：비몽）是韩国导演金基德执导的电影，于2008年在韩国上映。这是金基德执导的第十五部长片。

## 剧情
年轻男子镇（小田切让 饰）梦见自己开车撞了人，醒来后，他即刻前往梦中的车祸现场，却发现车祸确实存在。经查证，警方最终锁定了肇事车辆的主人兰（李奈映 饰），但兰拒绝承认罪行，并称自己当时一直在睡觉。然而，一系列匪夷所思的事一再发生，镇的梦总是与兰息息相关。事实上，一直以来都是镇的梦在操纵着兰的身体，镇所梦之事，兰会以梦游的方式在现实中执行，自己却不知情。面对不断发生的悲剧，两个人不得不共同寻找摆脱恐怖之梦的办法。

## 人物
- 小田切让 饰 镇
- 李奈映 饰 兰
- 朴智娥 饰 镇的前任
- 今太贤 饰 兰的前任
- 张美姬 饰 医生[2]

## 发行
《悲梦》于2008年10月9日在韩国上映，当周票房排名第六，共计观影人次达39,042。截至11月16日，影片共计观影人次达88,482，总票房为$411,549。